# Liga de Kirguistán 2016
La Liga de Kirguistán 2016 es la 25ta temporada de la Liga de Kirguistán, la máxima categoría del fútbol organizado por la Federación de Fútbol de Kirgusitán. El Alay Osh partió como el campeón defensor.
El Alay Osh retuvo su título, luego de disputar las 18 jornadas; obteniendo su tercer lauro.

## Equipos

### Datos generales
Nota: Tabla ordenada alfabéticamente.
| Equipo          | Ciudad     | Sede                             | Capacidad | Entrenador         |
| --------------- | ---------- | -------------------------------- | --------- | ------------------ |
| Abdish-Ata      | Kant       | Stadion Sportkompleks Abdysh-Ata | 3,000     | Mirlan Eshenov     |
| Ala Too Naryn   | Naryn      | Sportkompleks Dordoi             | 850       | Murat Jumakeyev    |
| Alay Osh        | Osh        | Suyumbayev                       | 11,200    | Bakytbek Mamatov   |
| Aldiyer Kurshab | Kurshab    | Tsentralny Stadium               | 1,500     | Aibek Salaymanov   |
| Alga Bishkek    | Biskek     | Spartak de Biskek                | 18,500    | Aleksandr Beldinov |
| Dordoi Bishkek  | Biskek     | Spartak de Biskek                | 18,500    | Anarbek Ormombekov |
| FC Khimik       | Kara-Balta | Manas Stadium                    |           | Nurzhan Dzhetybaev |

## Tabla de posiciones
| Pos | Equipo          | PJ | PG | PE | PP | GF | GC | Dif | Pts |
| --- | --------------- | -- | -- | -- | -- | -- | -- | --- | --- |
| 01. | Alay Osh        | 18 | 14 | 3  | 1  | 59 | 10 | +49 | 45  |
| 02. | Dordoi Bishkek  | 18 | 13 | 4  | 1  | 52 | 18 | +34 | 43  |
| 03. | Alga Bishkek    | 18 | 12 | 3  | 3  | 37 | 20 | +17 | 39  |
| 04. | Abdish-Ata Kant | 18 | 6  | 4  | 8  | 28 | 23 | +5  | 22  |
| 05. | Kara-Balta      | 18 | 4  | 2  | 12 | 30 | 59 | -29 | 14  |
| 06. | Ala-Too         | 18 | 3  | 1  | 14 | 15 | 39 | -24 | 10  |
| 07. | Aldiyer Kurshab | 18 | 2  | 1  | 15 | 20 | 72 | -52 | 7   |

Pts = Puntos; PJ = Partidos jugados; G = Partidos ganados; E = Partidos empatados; P = Partidos perdidos; GF = Goles anotados; GC = Goles recibidos; Dif = Diferencia de goles

(C) = Campeón.

Fuente:
|  | Copa AFC 2017 (Fase de grupos)           |
|  | Copa AFC 2017 (Play-off)                 |
|  | Descenso a la Categorías inferiores 2017 |

## Estadísticas

### Goleadores
Actualizado al 21 de mayo de 2016.
| Posición | Jugador               | Equipo     | Goles |
| -------- | --------------------- | ---------- | ----- |
| 1        | Alia Silla            | Alay       | 9     |
| 2        | Vladimir Verevkin     | Alay       | 5     |
| 2        | Almazbek Mirzaliev    | Dordoi     | 5     |
| 2        | Mirbek Akmataliev     | Alga       | 5     |
| 5        | Maksat Alimov         | Alay       | 4     |
| 5        | Jyrgalbek uulu Kayrat | Dordoi     | 4     |
| 5        | Kovalev               | Kara-Balta | 4     |
| 5        | Ildar Amirov          | Alga       | 4     |

### Hat-tricks
| Jugador           | Para         | Contra          | Resultado | Fecha               | Ref.  |
| ----------------- | ------------ | --------------- | --------- | ------------------- | ----- |
| Mirbek Akmataliev | Alga Bishkek | Kara-Balta      | 5–2       | 16 de abril de 2016 | [ 3 ] |
| Alia Silla4       | Alay Osh     | Aldiyer Kurshab | 5–1       | 30 de abril de 2016 | [ 4 ] |

- 4 Jugador marcó 4 goles